# 梅田悠
梅田 悠（うめだ はるか、1988年〈昭和63年〉3月15日 - ）は、日本の女優、タレントで、女性アイドルグループ・SDN48、ダンス&ボーカルユニット・7cm（ななセンチ）の元メンバーである。
三重県松阪市出身。

## 略歴
- 3歳からダンスを始め、小学校6年生の時に受けたミュージカルのオーディション時に東京に来ないかとスカウトされ、中学1年で単身上京[1]。
- 2003年、フジテレビ「SDM発」のダンスプロジェクトが生んだダンスユニット“Malfermo”（マルフェルモ)で活動。NHK「紅白歌合戦」に和田アキコのオファーによりダンサーとして出演[2]。
- 高校3年の時にTRFのバックダンサーをしながら、千紗たちとともに、日本で行われたアメリカンフットボールW杯のオフィシャルサポーター“Ma-Kiss”（マーキス）のメンバーとして活動。初めて作詞をした曲「Light」が、テーマソングとして使用される[3]。
- 2008年、緋田康人が大堀こういちと共に立ち上げた映像製作チーム「ナナ色」が、DVD「ゴールデンナナ色」をリリースするにあたり結成された「ナナ色ガール」のオーディションで1位を獲得[4]。
- 2008年9月、avex group 20周年記念ミュージカル「ココロノカケラ」に、avex ダンスアカデミー東京校からアンサンブルとして出演[5]。
- 2009年8月1日、SDN48として活動を開始。一期生メンバーとして合格するも、舞台と重なり立ち上げ前の練習に参加できず、一時アンダーに降格となったが後に再昇格。
- 2010年9月9日、SDN48のメジャーデビュー曲「GAGAGA」のリリースにあたり、参加メンバー12名の選抜をテレビ朝日『すっぽんの女たち』番組内で行った結果、第6位となり選抜入り。
- 2012年3月31日、『SDN48 コンサート「NEXT ENCORE」 in NHKホール』をもってSDN48を卒業[6]。
- 2012年4月12日、AKSからアトリエ・ダンカンに事務所を移籍[7]。
- 2012年11月3日、松阪市の氏郷まつりのステージに「梅まみ」で出演。オリジナルソングやSDN48の曲を披露する[8]。
- 2013年5月4日、元SDN48メンバー6人[9]と結成したダンス&ボーカルユニット「7cm」のメンバーとして活動を開始[10]。
- 2014年2月1日、所属していたアトリエ・ダンカンが自己破産により事業停止[11]。
- 2014年7月11日、『7cmワンマンライブ「NEXT STAGE〜キラメク明日〜」』をもって7cmを脱退[12]。
- 2015年7月3日、サンミュージックプロダクションへ所属することを公式ブログで公表[13]。
- 2015年12月23日、アリスインアリスがワンマンライブで披露した新曲「スペース☆ラブリー・チュートリアル」の振付を担当した[14]。
- 2016年7月16日17日、松阪祇園まつり「三社みこし大使」に任命される[15]。
- 2017年7月20日 - 30日、舞台『スパイ大迷惑』で初主演。
- 2017年12月15日、松阪市ブランド大使に任命される[16]。
- 2018年12月8日、元SDN48のメンバーたちによるライブイベント「OMORO NIGHT!~Vol.3~」に出演。翌年3月2日のVol.4にも出演。
- 2019年3月16日、「梅田悠生誕2019～祝ってくれってばよ♡～」で自身初のフォトブック発売。
- 2019年8月1日、AKB劇場において開催されたSDN48結成10周年「誘惑のガーター」特別公演に出演。
- 2020年2月20日、水崎綾とYouTubeで「うめあやのビタミンチャンネル」の動画配信を開始。
- 2020年4月18日、会員制ファンコミュニティアプリ”fanicon”にて「梅田ファミリー」開設。シーン投稿やラジオ、グルチャ、グッズ販売などを行う。同年のクリスマスには、会員全員に直筆の手紙を届けた。
- 2020年12月31日、水崎綾とTwitCasting(ツイキャス)で「うめあやと一緒に年越しカウントダウン♪」をライブ配信。その中で、母・和子さんが「うめあやのビタミンチャンネル」のファンの名前を「びたっ子」と命名。
- 2021年1月7日、松木わかはと演劇プロデュース団体＜pa-pi-puroduce＞(ぱーぴーぷろでゅーす、略してパピプロ)の立ち上げを発表。7月に第1回公演の実施も併せて発表した[17]。
- 2021年6月27日、松本稽古の動画『振リー素材』、2.5次元舞台振付師と役者による『約束のネバーランド』公開[18]。レイ役で参加。
- 2022年1月31日、頸椎椎間板ヘルニアと診断され、カガミ想馬プロデュース熱海殺人事件「ザ･ロンゲスト･スプリング」の水野朋子役の降板を発表。
- 2022年3月18日～21日、サイト青山で開催された、女優カメラマン朝比奈里奈の個展『 Like x Life 』にモデルとして出演。
- 2022年4月11日、YouTube「うめあやのビタミンチャンネル」の登録者数が1000人に達する。
- 2023年6月5日、劇団ToyLateLie(トイレイトライ)に加入。
- 2023年7月22日、上海メルセデスベンツアリーナで催されたライブ「Bilibili Macro Link 2023」で、松本梨香のバックダンサーを姉と一緒に務めた。
- 2024年4月21日、pa-pi-produce「SUMMER FREESIA EXPRESSION」が第2回カンゲキ大賞最終選考会に12作品の1つとして選出。
- 2025年3月29日、単独のMiiteプロデュースの立ち上げと、第一回公演「喫茶サザンクロス」の制作を、ツイキャスで発表。
- 2025年3月30日、松阪市中部台運動公園で市制20周年記念の桜の木の記念植樹式が行われ、松阪ブランド大使として25本のうち１本を植樹。
- 2025年3月31日、サンミュージックプロダクションを退所。

## 人物
- 家族構成は、両親と姉（1歳上）と弟（4歳下）がいる。実家で猫（ふーちゃん）を飼っている[19]。
- 姉と同居。ロングコートチワワの「Uluさん」を飼っている[20]。2016年にはUluさんも一緒に仕事をした[21]。
- 趣味はジャンプを読むこと、筋トレ。特技はダンス、振り付け、構成を考えること、殺陣、ドラえもんと野原ひまわりのものまね。好きな言葉は「我慢は一瞬、後悔は一生」[22]。
- SDN48の自己紹介では「ちっちゃいダンス番長」をキャッチフレーズとし、公演ではロンダートからのチェン・チューとの合わせ技を披露している[23]。
- 3歳の頃からダンスを習っていたことで、筋肉質になったふくらはぎを「ししゃも」と呼んでいた。コンプレックスからスカートを履かない時期もあったり、鏡に映った自分の足を見てひいたこともあった。その後は頑張ってきた証として受け入れている[24]。
- 出口陽は友人の友人であり、同年齢でもあり（生年月日が1日違い）、双方の実家も徒歩圏内の近さである[25]。
- 48グループ在籍者では大家志津香、鈴木まりやと交友がある[26]。
- BIGBANGを好む[27]。
- ファーストフードでは必ずチーズバーガーを頼むといった、ひとつの物を愛し抜く『チーズバーガー精神』を持つメンバーで『チーズバーガー同盟』を作り、会長を務めている[28]。
- ブログでは「今日の梅占い」をあみだで占う。運勢は、梅吉・大吉・中吉・小吉のいずれか[29]。
- ブログやツィッターのあいさつは「へそ！」（ONE PIECEに登場するスカイピアの人達のあいさつ）[30]
- E-girls（Dream）のErie（阿部絵里恵）は高校の同級生であり、親友[31]。
- 同期の加藤雅美は自他ともに認める相方。『梅まみ』オリジナル曲として「JUMP」「Why?」がある[32]。
- アメーバスタジオレギュラー番組『NIHK』で、MC・新納慎也のアシスタントを務めた[33]。
- 舞台『片恋。』のカンパニーでは「桂梅田師匠」として笑いの判定をする、稽古場のムードメーカーであった。[34]
- 2015年3月15日の生誕祭では、松阪牛入りの手作りカレーライス「ハルカレー」をファンに振る舞った[35]。
- 好きな武器は鉄パイプ[36]。（舞台「サイコメ；ステージ」や「２３区女子」で使用）
- 2018年3月15日に「梅まみイベントvol.5〜今日は何の日？最高の日！？」を開催。ダンサーとして姉・梅田めぐみが出演、また、前説では母・和子さんが活躍した[37]。
- ダンスボーカルユニット、TRYZEROの振り付けを担当する[38]。
- 新型コロナウイルス感染拡大防止のための自粛期間中にダイエットにチャレンジ。-4.40kgのダイエットに成功した。

## SDN48在籍時の参加楽曲

### シングルCD選抜楽曲
- GAGAGA
  - 孤独なランナー
- 愛、チュセヨ
- MIN・MIN・MIN
  - Everyday、カチューシャ（SDN48 ver.）
- 「口説きながら麻布十番 duet with みの もんた」に収録
  - カシャーサで自白する - 「アンダーガールズB」名義
- 負け惜しみコングラチュレーション
  - 終わらないアンコール

### アルバム選抜楽曲
SDN48名義
- 『NEXT ENCORE』に収録
  - 1ガロンの汗

AKB48名義
- 『ここにいたこと』に収録
  - ここにいたこと - 「AKB48+SKE48+SDN48+NMB48」

### 劇場公演ユニット曲
SDN48 1st Stage「誘惑のガーター」
- じゃじゃ馬レディー

## 出演

### バラエティなど
- NIHK（2012年9月30日 - 2015年7月2日、AmebaStudio） - アシスタント

### テレビドラマ
- 名探偵コナン（2001年、読売テレビ）
- 火曜サスペンス劇場「京都金沢殺人事件シリーズ1 京都金沢わらべ唄殺人事件」（2002年3月5日、日本テレビ）
- 乱歩R（2004年1月12日 - 3月15日、日本テレビ）
- 天国への応援歌 チアーズ〜チアリーディングにかけた青春〜（2004年4月3日、日本テレビ）

### 舞台
- エステー化学ドリームミュージカル アルプスの少女ハイジ
  - （2000年7・8月、全国公演）
  - 大阪公演にアンサンブルで出演
- 小公子セディ
  - （2001年1月、全国公演）
- BEAT POPS "FIGHTING GIRLS(たたかう女のコ!)"
  - （2004年8月17日 - 27日、お台場・スタジオドリームメーカー）
- HEART of GOLD
  - （2004年9月10日 - 26日、原宿ビッグトップ）
- スーパーバトルライブ「美味學院番外編〜デリシャス5 史上最大の敵〜」
  - （2007年5月15日 - 20日、青山劇場）[注 1]
- 〜avex group The 20th Anniversary〜「ココロノカケラ」
  - （2008年9月15日 - 29日、青山劇場）
- 新宿ミッドナイトベイビー〜最後に笑うのは誰か〜
  - （2009年7月23日 - 27日、新宿シアターサンモール）
- DUMP SHOW! - 真知 役
  - （2011年7月16日 - 31日、サンシャイン劇場）
  - （2011年8月10日 - 14日、サンケイホールブリーゼ）
- 中野ブロンディーズ - ハスミ 役
  - （2011年10月6日 - 10日、サンシャイン劇場）
  - （2011年10月19日 - 27日、新神戸オリエンタル劇場）
- ラ・パティスリー - 真里奈 役
  - （2012年3月3日 - 11日、サンシャイン劇場）
  - （2012年3月20日、森ノ宮ピロティホール）
  - （2012年3月22日、北國新聞赤羽ホール）
- 30-DELUX 10周年記念企画! The Remake Theater「イエロー」 - お助 役
  - （2012年11月21日 - 25日、新国立劇場 小劇場）
  - （2012年12月7日 - 9日、大阪ビジネスパーク円形ホール）
  - （2012年12月11日 - 13日、愛知県芸術劇場 小ホール）
- アトリエ・ダンカンプロデュース ミュージカル「新幹線おそうじの天使たち」 - 中村みく 役
  - （2013年3月16日 - 24日、AiiA Theater Tokyo）
- コパン（仲間）
  - （2013年6月16日、Shibuya gee-ge）
- 大人の麦茶の朗読の時間「DAY IN A SUN〜一日だけ日の目を見る日〜」 - ユイコ 役
  - （2014年4月4日・8日、紀伊國屋ホール）
- KISS ME YOU 〜がんばったシンプー達へ〜 - 木村幸子 役
  - （2014年9月3日 - 14日、中目黒キンケロ・シアター）
- 演劇ユニット ランニング第五回本公演「片恋。」 - 藤巻理沙子 役
  - （2014年10月22日 - 26日、ザムザ阿佐谷）
- アリスインプロジェクト 12月公演「セブンフレンズセブンミニッツ」 - 仁多筑祢 役
  - （2014年12月17日 - 21日、六行会ホール）
- タンバリンステージプレゼンツ 舞台「鬼切丸」 - 鬼魅香 役
  - （2015年1月24日 - 2月1日、あうるすぽっと）
- アリスインプロジェクト 大阪公演「アリスインデッドリースクールオルタナティブ・OSAKA」 - 紅島弓矢 役（特別出演）
  - （2015年2月25日 - 3月1日、大阪市立芸術創造館）
- 「刻め、我ガ肌ニ君ノ息吹ヲ」外伝 散れ桜よ、刻天ノ証ニ - あけみ 役
  - （2015年4月3日 - 12日、あうるすぽっと）
- VAP PRESENTS 舞台『ゾンビ時代劇 新選組オブ・ザ・デッド』 - はる 役
  - （2015年5月2日 - 4日、HEP HALL）
  - （2015年5月13日 - 18日、CBGKシブゲキ!!）
- タンバリンステージプレゼンツ 舞台「倫敦影奇譚シャーロック・ホームズ〜銀髪の使者と七人の容疑者」 - アイリーン・アドラー 役
  - （2015年6月17日 - 21日、六行会ホール）
- 刻め、我ガ肌ニ君ノ息吹ヲ - 紫 役
  - （2015年8月5日 - 9日、シアター1010）
- ASSH19回公演 轟然〜GO-ZEN〜 - 新田秋（あらた しゅう） 役
  - （2015年9月17日 - 20日、シアターサンモール）
- タンバリンステージ×LIVEDOGプロデュース 愛しのダンスマスター - 吉永ユリ 役
  - （2015年10月21日 - 25日、新宿村LIVE）
- OIL AGE OSAKA 第2回公演「ミキシング・レディオ」 - 宮本加奈子 役
  - （2015年11月26日 - 30日、シアターKASSAI）
  - （2015年12月2日 - 6日、大阪市立芸術創造館）
- 人猫「このニャかに人猫（じんびょう）がいるニャ」〜舞台『のぶニャがの野望』トライアル公演〜 - いニャ姫 役
  - （2015年12月19日 - 20日、俳優座劇場）
- アリスインプロジェクト 2016年新春公演「クォンタム・ドールズ〜量子境界の遊歩者〜」 - アーデルハイド・シュニッツラ 役（特別出演）
  - （2016年1月6日 - 11日、新宿村LIVE）
- まつだ壱岱+劇団M.M.C ミュージカル ホス探へようこそ〜The Last Valentine〜 - マリィ 役
  - （2016年2月10日 - 14日、新宿シアターサンモール）
- 舞台「サイコメ；ステージ」 - 久瑠宮聖（くるみや ひじり） 役
  - （2016年3月2日 - 6日、新宿村LIVE）
- 舞台「龍狼伝」第二章 - 蓮花 役
  - （2016年4月6日 - 10日、シアター1010）
- アリスインプロジェクト 2016年GW公演 舞台「みちこのみたせかい」- 車谷千鶴子 役（特別出演）
  - （2016年5月5日 - 8日、新宿村LIVE）
- Office54 Presents 舞台「23区女子」 - 新宿区 役
  - （2016年5月27日 - 30日、座・高円寺2）
- LIVEDOGプロデュース公演「オレンジノート」 - 谷屋優菜 役（前田亜美とWヒロイン）
  - （2016年6月22日 - 26日、新宿村LIVE）
- 舞台「のぶニャがの野望」番外公演「ねこ軍議～飼い猫はどいつニャ?～」関ヶ原編 - ミィ直虎 役
  - （2016年8月5日 - 14日、R'sアートコート）
  - （2016年8月20日 - 21日、ルッチプラザベルホール310）
- FPアドバンスプロデュース公演 舞台「東京ボーイズコレクション～愛の唄～」 - マミ 役
  - （2016年11月5日 - 13日、新宿村LIVE）
- 日本ファルコム35周年記念ミュージカル PREMIUM 3D MUSICAL『英雄伝説 閃の軌跡』- フィー・クラウゼル 役
  - （2017年1月8日 - 15日、Zeppブルーシアター六本木）
- ナイスコンプレックスN27『キスより素敵な手を繋ごう』 - 米倉明菜 役
  - （2017年2月22日 - 26日、あうるすぽっと）
- LIVEDOGPRODUCE『DOG'S』 - ヒロイン・メンフィス 役（teamJERKY公演・栗生みなとWキャスト）
  - （2017年3月23日 - 4月2日、シアターグリーン BIG TREE THEATER）
- わんぱく彩デビューイベントステージ『リトルマン･メイト』～愛はソーラン、ニシンから守れ～』 - ハール 役
  - （2017年5月17日 - 21日、新宿村LIVE）
- LIVEDOG プロデュース公演『スパイ大迷惑』 - 蓮美華菫（はすみか すみれ） 役（teamTIGER公演・中塚智実とWキャスト）
  - （2017年7月20日 - 30日、新宿村LIVE）
- 向日葵のかっちゃん - 細田昌子・伊藤先生 役 （二役）
  - （2017年8月23日 - 27日、博品館劇場）
- UDA☆MAP +Pluse『NoName～私達ズルい女～』
  - （2017年10月27日 - 29日、studio BLANZ）
  - 劇団6番シードの松本陽一が書き下ろす、宇田川美樹、高橋明日香との3人芝居
  - 第1話ズルい女@高橋明日香 - 佐久間仁美 役
  - 第2話メイワクな女@梅田悠 - 田辺朋子 役
  - 第3話ケサレた女@宇田川美樹 - 向日葵 役
- DMF/ENG提携公演vol.3『クレプトキング』 - カーラ/唐ひよ子 役
  - （2017年11月15日 - 20日、六行会ホール）
- アリスインプロジェクト 2018年1月公演 「０：４４（ゼロヨンヨン）の終電車2018」- MISAKI 役
  - （2018年1月10日 - 14日、新宿村LIVE）
- Life pathfinder 4th WALL ライフパスファインダー 第四の壁
  - （2018年4月20日 - 22日、吉祥寺シアター）
- ENG第八回公演『山茶花』 - 羅漢 役
  - （2018年6月6日 - 10日、シアターグリーン BIG TREE THEATER）
- DMF/ENG提携公演vol.4『メイカ 魔女と幕末の英雄』 - ネフィーレ 役
  - （2018年8月29日 - 9月2日、シアターサンモール）
- 劇団6番シード 25周年記念公演第2弾/第66回公演『傭兵ども！砂漠を走れ！』 - タフガイ 役
  - （2018年9月20日 - 30日、新宿村LIVE）
- ［Otona Project第十八弾］爆走おとな小学生 第五回特別授業『あたしをくらえ。』 - すめらぎ監督 役（team Bウィルス(ベジタリアン)公演）
  - （2018年10月17日 - 21日、新宿村LIVE）
- ソラリネ。#23「網膜、鼓膜、皮膚、その他のなにか」 - ユリ 役
  - （2018年11月21日 - 25日、アトリエ第Ｑ藝術）
- ツツシレイトライ「ココニイルカラ」 - パリク・ロット 役 （二役）
  - （2018年12月26日 - 30日、てあとるらぽう）
- 舞台版「BLACK BIRD」 - 城之内蓮子 役
  - （2019年3月27日 - 31日、博品館劇場）
- りさ子のガチ恋♡俳優沼 - ゆっこ 役
  - （2019年4月19日 - 29日、シアターモリエール）
- 誰ガ為のアルケミスト舞台版「聖石の追憶」 - ヤウラス 役
  - （2019年6月26日 - 30日、博品館劇場）
- [OtonaProject第二十五弾] 爆走おとな小学生 第九回課外授業『ミーンナジブンガカワユス』 - 人形師 役
  - （2019年7月23日 - 28日、劇場MOMO）
- DMF/ENG提携公演vol.5「LAST SMILE-ラストスマイル」 - 九鬼勇夏 役
  - （2019年8月23日 - 9月1日、シアターグリーン BIG TREE THEATER）
- 進戯団 夢命クラシックス 15周年記念公演#23｢Lullaby｣ - 真遊（森蘭丸） 役
  - （2019年10月3日 - 6日、シアターサンモール）
- [OtonaProject第二十七弾] 爆走おとな小学生 第十二回全校集会『勇者セイヤンの物語(仮)』 - 踊り子 役
  - （2019年10月24日 - 28日、シアター1010）
- 元素G 第10回公演『クジラが捨てた島』 - 主演・ハナ 役
  - （2019年11月7日 - 10日、調布市せんがわ劇場）
- 舞台『冒険者たちのホテル～ドラゴンクエストＸに集いし仲間たち～』 - あさつん 役
  - （2019年12月18日 - 26日、俳優座劇場）[39]
- プロント劇場 朝 第5回公演 - みさき 役
  - （2020年2月4日・18日・25日・3月3日・10日・17日・24日・31日、プロント神田店）
  - （2020年3月12日・13日・14日、名古屋JRゲートタワー店）[注 2]
- ENG第11回公演『ニンギョヒメ』 - ネット 役
  - （2020年2月26日 - 3月2日、シアターグリーン BOX in BOX THEATER）
- 6バンjackNG公演「MIX UP!!」
  - TEAMクルーザー『バスケットボールダイアリーズ』 - 王子多摩(おうじたま) 役
  - TEAMクルーザー『唯一度だけ』 - 零華(れいか) 役
  - (2020年4月15日 - 5月3日、シアターKASSAI)
  - 新型コロナウイルス感染拡大防止のため全公演無期限延期、グッズ販売のみ
- TAMBOURINE STAGE×LIVEDOG『天満月（あまみづき）のネコ』 - ファム 役
  - (2020年7月15日 - 19日、シアターサンモール)
- UDA☆MAP +PLUS Vol.2 ｢ホテルニューパンプシャー206｣ - 蓮見理香 役
  - (2020年8月12日 - 17日、キーノートシアター)
- 進戯団 夢命クラシックス#24｢ファントム・ライセンス｣ - 月下のくノ一怪盗キリ 役
  - (2020年9月17日 - 20日、シアターサンモール)
  - 新型コロナウイルス感染拡大防止のため公演中止、ビジュアル公開・グッズ販売のみ
- DMF/ENG第7回提携公演『ハイドクナイフ』[40] - 猫石 計 役 (主演)
  - (2020年10月7日 - 11日、六行会ホール)
- A.R.Pトライアル公演『Shazai!』- あゆみ 役 (主演)
  - (2021年1月19日 - 24日、下北沢･小劇場B1)
- 2021年2月･2021年3月 2作品連動公演 ガールズフェザープロデュース公演「サンサーラ式葬送入門」-普賢篇- - 武生(たけお)しの 役
  - (2021年2月4日 - 14日、池袋シアターKASSAI)
  - Ａチームに出演（Ｂチームでは同役を秋吉織栄が演じる）
- ENG第13回公演『missing』〜強がり彼氏と食べちゃう彼女〜 - リアム・スチュワート・テナント 役
  - (2021年3月10日 - 14日、六行会ホール)
- ミュージカル「VOICE」- ゴールド 役
  - (2021年4月29日 - 5月9日、シアターグリーンBIG TREE THEATER)
  - Team Rhythm に出演
  - 新型コロナウイルス感染拡大防止のため上演延期
- 劇団バルスキッチン第14回公演『青春フルスロットル』- 貝原玲子 役
  - (2021年5月26日 - 30日、CBGKシブゲキ!!)
- pa-pi-produce第1回公演『アンソールド』- 浅草京香 役
  - (2021年7月7日 - 11日、シアターグリーンBASE THEATER)
  - 松木わかはと立ち上げた演劇プロデュース団体＜pa-pi-puroduce＞の第1回公演。振付も担当
- イマシブpresents オムニバス短編集舞台「アンダーグラウンド・アンソロジー」ep3.THE JUGGERNAUT-ジャガーノート - ペイシェンス 役
  - (2021年7月22日 - 25日、池袋シアターKASSAI)
- 進戯団 夢命クラシックス♯25『Requiem』- 森蘭丸 役
  - (2021年9月30日 - 10月3日，シアターサンモール)
- DMF/ENG提携公演『クレプトキング 月を見ていたかった兎』[41] - カーラ 役
  - (2021年10月29日 - 11月7日，池袋シアターグリーンBIG TREE THEATER)
- Mediterranean lily and fever vol.1『まむかいのおじさん』- ミカエル 役
  - (2021年12月24日 - 29日，下北沢･小劇場B1)
- 南校女子ホッケー部物語 シュートＯＵＴ！ - 千葉うみ 役
  - (2022年1月19日 - 23日，新宿村LIVE)
- カガミ想馬プロデュース『熱海殺人事件』四作品同時公演　「ロンゲスト･スプリング」- 水野朋子 役
  - (2022年2月16日 - 27日，シアターKASSAI)
  - 頸椎椎間板ヘルニアのため降板。平野史子が代役を務めた。(一部日程は半仁田みゆきが出演)
  - 降板はしたが、ブロマイドは通販限定で販売された。
- ENG第14回公演『ヨリソウ重力（ENG改定版）- 河内美羽 役
  - (2022年3月23日 - 27日，六行会ホール)
  - 直前に、出演者に体調不良者が出たため、全キャスト、劇場スタッフに抗原検査、ＰＣＲ検査を改めて行ったところ陽性者が確認されたため、全公演が中止となった。
  - グッズはネットショップで販売された。
- ALPHA Entertainment xE-Stage Topia プロデュース公演 第２弾『ヨツバニオドレ』- 蓮見恭子 役
  - (2022年5月6日～9日，渋谷伝承ホール)
  - 出演者の陽性が確認されたため、5月8日～千秋楽までは中止となった。
- ナイスコンプレックス『キスより素敵な手を繋ごう』 - 米倉明菜 役
  - （2022年6月15日 - 19日、シアター･サンモール）
  - （2022年6月26日、北九州劇場･中劇場）
- Mediterranean lily and fever ～serious vol1～『シカク』 - 女 役
  - （2022年8月10日 - 14日、シアター風姿花伝）
  - 13日のマチネのみ、中野裕理の看護師と役が入れ替わる。
- 演劇集団SINK『はれわたる』
  - （2022年9月7日 - 11日、赤坂REDTheater）
  - 直前にカンパニー内に陽性者が数名確認されたため公演延期
- 松本稽古企画公演『ココロ踊ル』supported by ENG vol.1『ダンスピアの消失』- ローリエ 役
  - （2022年11月9日 - 13日、六行会ホール）
- @emotion presents Expression Vol.9 銀『NEVER EVER NEVER』- 月子 役
  - （東京公演 2023年1月25日 - 29日、六行会ホール)
  - （大阪公演 2023年5月12日 - 14日、ＡＢＣホール）
- ENG第17回公演 missing～混血のハッシュタグ～「私は刻む。私だけの、私の道を。」ｰ リアム・スチュワート・テナント 役
  - （2023年3月8日 - 12日、六行会ホール）
- pa-pi-produce第2回公演 『SUMMER FREESIA EXPRESSION』- 天谷美園（あまやみその　あだ名はみっちー） 役
  - （2023年6月14日 - 18日、萬劇場）
- ENG第14回公演『ヨリソウ重力（ENG改定版）- 河内美羽 役
  - （2023年8月16日 - 20日、吉祥寺シアター）
- ENG第18回公演『gagap』[42] - 怪人69号 怪色 役
  - (2023年11月22日 - 11月26日、全8公演、シアターグリーンBIG TREE THEATER)
- mediterranean lily and fever vol.4 中野裕理演劇活動20周年記念公演『南阿佐ヶ谷姉妹物語feat.まむおじ』- ミカエル 役
  - （2023年12月27日 - 31日、萬劇場）
- ToyLateLie-10周年記念‐vol.2 第15回本公演「明日死ぬ私のやりたい１００のこと。」
  - （2024年2月15日 - 19日、シアターグリーン BASE THEATER）
- ENG10周年記念公演『FROG～新選組寄留記～』- クレハ 役[43]
  - （2024年3月20日 - 24日、六行会ホール）
- ENG10周年記念公演第二弾『Rock in the 本能寺』- 雛乃 役
  - （2024年5月22日 - 26日、六行会ホール）
- おぶちゃDance Stage『ナナナナ-七夕の夜に-』[44] - えみり 役
  - （2024年7月3日 - 7日、六行会ホール）
- ENG第21回公演「missing～ドラゴンズ・バックへの歩調～」ｰ リアム・スチュワート・テナント 役
  - （2024年8月21日 - 25日、六行会ホール）
- ToyLateLie仮説公演vol.4in大阪 再演「明日死ぬ私のやりたい１００のこと。」ｰ 斉藤順子 役
  - （2024年10月11日 - 13日、大阪市立芸術創造館）
- 松本稽古企画公演 ココロ踊ル supported by ENG vol.2『まうしずむ』ｰ 飛田千代 役
  - （2024年11月13日 - 17日、六行会ホール）
- 進戯団 夢命クラシックス #28 20周年記念公演『Since Memory Chronicles』[45]ｰ 森蘭丸 役
  - （2024年12月12日 - 15日、シアターサンモール）
- ENG第22回公演「九龍の玉漿」- Liz 役
  - （2025年3月19日 - 23日、六行会ホール）
- 中野裕理×梅田悠×エリザベス・マリーpresents yumerry「シグナリズム」
  - （2025年6月6日 ｰ 7日、音部屋スクエア）
- imgReading2「明日の卒業生たち」- 永野笑生（ながのえみ）役
  - （2025年6月12日 - 21日、彩の国さいたま芸術劇場・小ホール）
  - 朗読劇　12日 - 14日の４ステージ、15日以後の10ステージは諸塚香奈実のＷキャスト
- ENG第23回公演「ENGRAVE DREAMS」- レナ 役
  - （2025年7月2日 - 6日、六行会ホール）
- Miiteプロデュース第一回公演「喫茶サザンクロス」
  - （2025年8月27日 - 31日、ルートシアター）

### 映画
- バトル・ロワイアルII 鎮魂歌 - 亜矢 役
- 劇団6番シード「Dプロジェクト」シーナ編・クリュウ編（2018年3月、監督：山岸謙太郎） - アタッカーズ Hell 役

### 配信
- 「サンキャス～あなたの裏をおしえて～」
  - (2020年6月19日)
  - サンミュージックプロダクション提供のツイキャス、森山栄治、新井雄矢との３人による朗読劇

### PV
- マジジョテッペンブルース（2010年5月26日、AKB48） - 矢場久根女子商業高校生徒 役